# Widok ze Świnicy do Doliny Wierchcichej

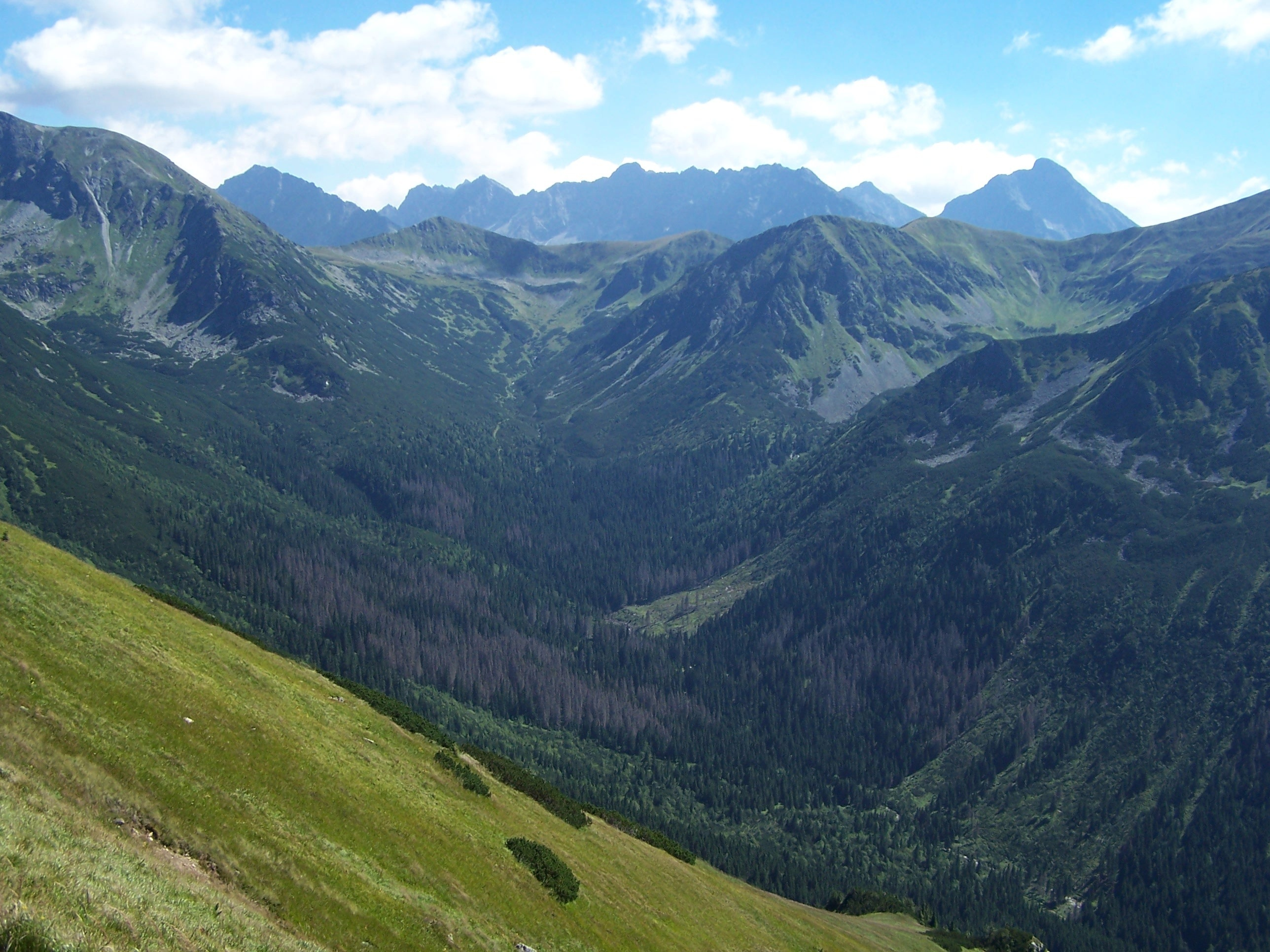
Dolina Wierchcicha

Widok ze Świnicy do Doliny Wierchcichej – wiersz Kazimierza Przerwy-Tetmajera, pochodzący – podobnie jak Hymn do Nirwany i Melodia mgieł nocnych – z tomiku Poezje. Seria druga, opublikowanego w 1894.

## Charakterystyka
Utwór składa się z ośmiu strof trójwersowych połączonych w pary. Dwa pierwsze wersy w każdej strofie są dziewięciozgłoskowe żeńskie, a wers ostatni sześciozgłoskowy męski. Rytm jest jambiczny (sSsSsSsS/sSsSsS). Strofy rymują się w parach aab ccb.
Taki tam spokój... Na gór zbocza
Światła się zlewa mgła przezrocza,
na senną zieleń gór.
Szumiący z dala wśród kamieni
w słońcu się potok skrzy i mieni
w srebrnotęczowy sznur.
Wiersz Tetmajera zalicza się do nurtu młodopolskiego impresjonizmu jako jeden z utworów najbardziej dla niego typowych. Poeta posługuje się synestezją, czyli środkiem stylistycznym polegającym na łączeniu doznań właściwych różnym zmysłom, na przykład wzroku i słuchu. Przykładem takiego połączenia wrażeń akustycznych i wizualnych jest sformułowanie srebrzystoturkusowa cisza. Agnieszka Szostak-Siedlik podkreśla wyczulenie poety na grę świateł w górskim pejzażu, sytuując je w kontekście ówczesnego malarstwa, zwłaszcza francuskiego. Również Anna Sikorska postrzega wiersz Tetmajera jako uchwycenie i utrwalenie ulotnego wrażenia, powstałego w umyśle autora pod wpływem zobaczonego górskiego widoku.